# Ascotis büchlei
Ascotis büchlei là một loài bướm đêm trong họ Geometridae.